# Allium chamarense
Allium chamarense — вид рослин з родини амарилісових (Amaryllidaceae); поширений у південному Сибіру й Монголії.

## Опис
Цибулини по 1–3 сидять на висхідному кореневище, циліндрично-конічні, 4–8 см заввишки, 0.6–1.2 см шириною; зовнішні оболонки сірувато-бурі. Стеблина 30–80 см заввишки, у листових піхвах на 1/4 висоти. Листків 2–3, 2–5 мм шириною, лінійні, плоскі, по краях шорсткі. Зонтик 2–2.5 см діаметром, багатоквітковий, густий. Квітконіжки рівні або в 1.5–2 рази довші від оцвітини. Листочки оцвітини 4–5 мм довжиною, зовнішні білуваті, з рожево-лілового жилкою, внутрішні блідо-фіолетові, на 1/4 довше зовнішніх. 2n=16.

## Поширення
Поширений у південному Сибіру й Монголії.
Зростає на скелях і кам'янистих схилах в лісовому, субальпійському і альпійському поясах.